# Виборчий блок партій «Національний фронт»
Виборчий блок партій «Національний фронт» — блок правих політичних партій під час виборів до Верховної Ради України у 1998 році.

## Створення
«Національний фронт» був створений трьома політичними партіями правого спрямовання — Конґресом українських націоналістів (КУН), Українською консервативною республіканською партією (УКРП) та Українською республіканською партією (УРП). Центральна виборча комісія офіційно зареєструвала блок 1 листопада 1997 року.

## Участь у виборах
«Національний фронт» висунув своїх кандидатів у 161 одномандатному виборчому округу, його виборчий список нараховував 176 персони. Переважну більшість претендентів на депутатські мандати складали члени УРП (74) та КУН (71), у той час, як УКРП мала лише 24 своїх представників. Але не всі кандидати від блоку були взагалі членами фундаторських партій — серед них також фігурували позапартійні. «Перша п'ятірка» виборчого списку виглядала таким чином:
1. Лук'яненко Левко Григорович (УРП)
2. Стецько Ярослава Йосипівна (КУН)
3. Хмара Степан Ількович (УКРП)
4. Білас Іван Григорович (позапартійний)
5. Ярошинський Богдан Харитонович (УРП)

У так званому багатомандатному виборчому окрузі «Національний фронт» перемоги здобути не зміг — при прохідному бар'єрі у 4,00 % голосів виборців він отримав лише 2,71 % (721.966 голосів виборців). Проте йому вдалося провести до українського парламенту шість своїх представників через одномандатні округи, що було найкращим результатом серед тих суб'єктів виборчого процесу, які зазнали поразки у багатомандатному окрузі. Усі шість обранців перемогли у Західній Україні, половина з них походила з КУН, двоє були позапартійні, ще один репрезентував УРП.

### Список обраних від «Національного фронту»
1. Діброва Валерій Григорович (УРП; ОВО № 19 — Волинська область)
2. Кощинець Василь Васильович (КУН; ОВО № 88 — Івано-Франківська область)
3. Стецько Ярослава Йосипівна (КУН; ОВО № 89 — Івано-Франківська область)
4. Білас Іван Григорович (позапартійний; ОВО № 120 — Львівська область)
5. Пилипчук Ігор Мар'янович (позапартійний; ОВО № 124 — Львівська область)
6. Ратушний Михайло Ярославович (КУН; ОВО № 164 — Тернопільська область)